# Insar (řeka)
Insar (rusky Инсар, mordvinsky Инесаро) je řeka v Mordvinské republice v Rusku. Je dlouhá 168 km. Plocha povodí měří 3860 km².

## Průběh toku
Protéká po severozápadním okraji Povolžské vysočiny. Ústí zprava do Alatyru (povodí Volhy).

## Vodní režim
Zdrojem vody jsou sněhové srážky a podzemní voda. Na jaře je nejvyšší stav vody v dubnu v létě voda mírně opadá. Průměrný roční průtok vody u Saransku činí 7,71 m³/s. Zamrzá v listopadu a rozmrzá v dubnu.

## Využití
Na řece leží města Ruzajevka, Saransk.